# Кучис, Армандас
Армандас Кучис (лит. Armandas Kučys; род. 27 февраля 2003, Паневежис) — литовский футболист, нападающий словенского «Целе» и национальной сборной Литвы.

## Клубная карьера
Является воспитанником «Паневежис» из его родного города. Выступал за вторую команду клуба, а также на правах аренды за возрождённый «Экранас» во второй лиге. В январе 2021 года перешёл в академию шведского «Кальмара». Летом 2022 года на правах аренды перешёл в «Оскарсхамн». В мае 2023 года отправился в аренду в «Бергу». В её составе сыграл пять матчей, в которых забил четыре мяча.
3 июля 2023 года вернулся в Литву, где присоединился к «Кауно Жальгирис», с которым подписал контракт, рассчитанный на два с половиной года. 7 июля дебютировал в его составе в матче чемпионата Литвы с «Паневежисом», появившись на поле во втором тайме.
В июне 2024 года стал игроком словенского «Целе». Первую игру в его составе провёл 10 июля в первом квалификационном раунде Лиги чемпионов против эстонской «Флоры». Кучис отметился голевой передачей и заработанным пенальти.

## Карьера в сборной
Выступал за юношеские сборные Литвы различных возрастов, а также за  молодёжную команду. 15 ноября 2021 года дебютировал в составе национальной сборной Литвы в товарищеском матче против Кувейта.

## Статистика в сборной
| Матчи и голы Армандаса Кучиса за национальную сборную Литвы | Матчи и голы Армандаса Кучиса за национальную сборную Литвы | Матчи и голы Армандаса Кучиса за национальную сборную Литвы | Матчи и голы Армандаса Кучиса за национальную сборную Литвы | Матчи и голы Армандаса Кучиса за национальную сборную Литвы | Матчи и голы Армандаса Кучиса за национальную сборную Литвы |
| №                                                           | Дата                                                        | Оппонент                                                    | Счёт                                                        | Голы                                                        | Соревнование                                                |
| ----------------------------------------------------------- | ----------------------------------------------------------- | ----------------------------------------------------------- | ----------------------------------------------------------- | ----------------------------------------------------------- | ----------------------------------------------------------- |
| 1                                                           | 15 ноября 2021                                              | Кувейт                                                      | 1:1                                                         | 0                                                           | Товарищеский матч                                           |
| 2                                                           | 25 марта 2022                                               | Сан-Марино                                                  | 2:1                                                         | 0                                                           | Товарищеский матч                                           |
| 3                                                           | 16 ноября 2022                                              | Исландия                                                    | 0:0 (5:6)                                                   | 0                                                           | Кубок Балтии 2022                                           |
| 4                                                           | 19 ноября 2022                                              | Эстония                                                     | 0:2                                                         | 0                                                           | Кубок Балтии 2022                                           |
| 5                                                           | 20 июня 2023                                                | Венгрия                                                     | 0:2                                                         | 0                                                           | Отборочные матчи ЧЕ-2024                                    |
| 6                                                           | 21 марта 2024                                               | Гибралтар                                                   | 1:0                                                         | 1                                                           | Лига наций УЕФА 2022/2023                                   |
| 7                                                           | 26 марта 2024                                               | Гибралтар                                                   | 1:0                                                         | 0                                                           | Лига наций УЕФА 2022/2023                                   |
| 8                                                           | 8 июня 2024                                                 | Латвия                                                      | 2:0                                                         | 1                                                           | Кубок Балтии 2024                                           |
| 9                                                           | 11 июня 2024                                                | Эстония                                                     | 1:1 (3:4)                                                   | 0                                                           | Кубок Балтии 2024                                           |
| 10                                                          | 6 сентября 2024                                             | Кипр                                                        | 0:1                                                         | 0                                                           | Лига наций УЕФА 2024/2025                                   |
| 11                                                          | 9 сентября 2024                                             | Румыния                                                     | 1:3                                                         | 1                                                           | Лига наций УЕФА 2024/2025                                   |
| 12                                                          | 12 октября 2024                                             | Косово                                                      | 1:2                                                         | 0                                                           | Лига наций УЕФА 2024/2025                                   |
| 13                                                          | 15 октября 2024                                             | Румыния                                                     | 1:2                                                         | 1                                                           | Лига наций УЕФА 2024/2025                                   |
| 14                                                          | 21 марта 2025                                               | Польша                                                      | 0:1                                                         | 0                                                           | Отборочные матчи ЧМ-2026                                    |
| 15                                                          | 24 марта 2025                                               | Финляндия                                                   | 2:2                                                         | 1                                                           | Отборочные матчи ЧМ-2026                                    |

Итого:15 матчей и 5 голов; 4 победы, 2 ничьи, 9 поражений.